# Choerophryne gracilirostris
Espèce
Choerophryne gracilirostris est une espèce d'amphibiens de la famille des Microhylidae.

## Répartition
Cette espèce est endémique de Papouasie-Nouvelle-Guinée. Elle se rencontre dans les provinces des Hautes-Terres méridionales et ouest entre 213 et 1 368 m d'altitude sur le versant Sud des monts Bismarck.

## Description
Choerophryne gracilirostris mesure de 13,5 à 14,7 mm.

## Publication originale
- Iannella, Richards & Oliver, 2014 : A new species of Choerophryne (Anura, Microhylidae) from the central cordillera of Papua New Guinea. Zootaxa, no 3753 (5), p. 483-493.